# MTBO
 (août 2023).
| Sigles de 2 caractères   |
| Sigles de 3 caractères   |
| ► Sigles de 4 caractères |
| Sigles de 5 caractères   |
| Sigles de 6 caractères   |
| Sigles de 7 caractères   |
| Sigles de 8 caractères   |

Dans le domaine de la maintenance, MTBO est le sigle de Mean Time Between Overhauls (temps moyen entre révisions),.